# Kisdorf
Kisdorf (em Baixo-alemão Kisdörp) é um município da Alemanha localizado no distrito de Segeberg, estado de Schleswig-Holstein.

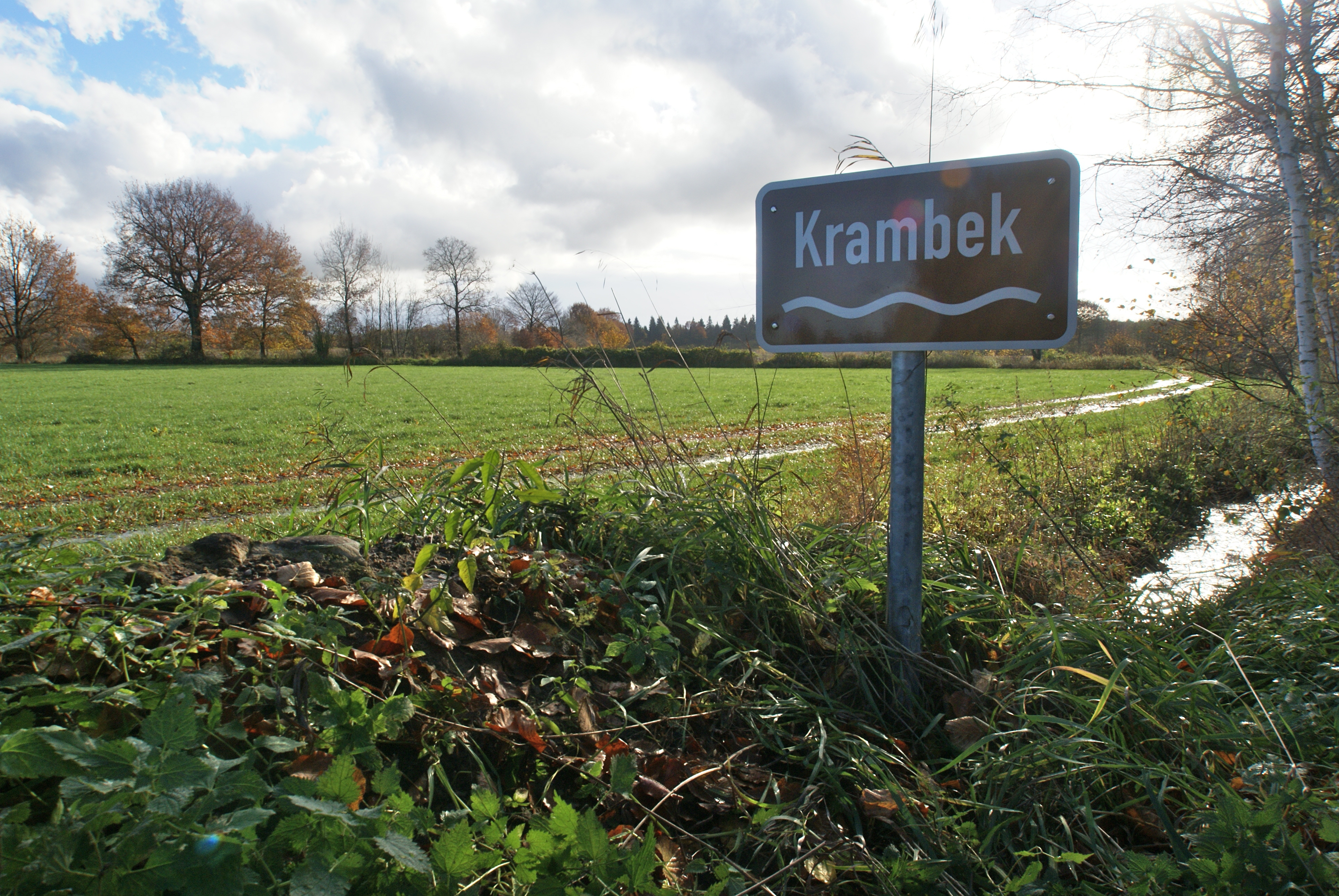
A nascente do rio Krambek em Kisdorf

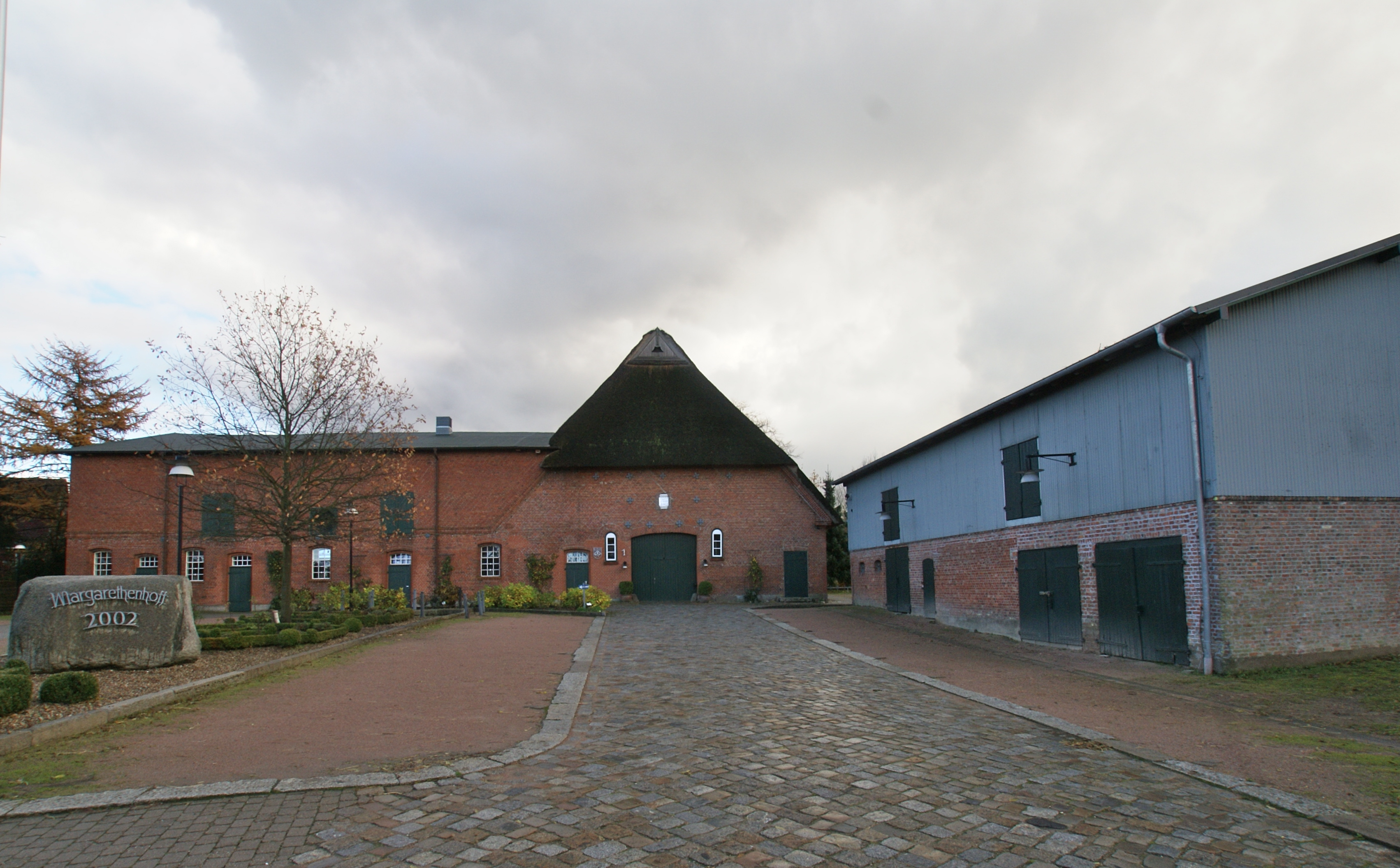
A casa do poble Margarethenhoff

Pertence ao Amt de Kisdorf.